# Trevamata
Trevamata (no original em inglês: Mirkwood) é o nome de várias grandes florestas escuras presentes em romances do século XIX de Sir Walter Scott e William Morris, e do século XX de J. R. R. Tolkien. O crítico Tom Shippey [en] explica que o nome evocava a emoção da selvageria do norte ancestral da Europa.
No legendarium de Tolkien, pelo menos duas florestas distintas de Terra Média são chamadas Trevamata. Uma delas, na Primeira Era, refere-se às terras altas de Dorthonion, ao norte de Beleriand, que passaram a ser conhecidas como Trevamata após caírem sob o controle de Morgoth. A mais famosa, no entanto, é a Trevamata localizada em Wilderland, a leste do rio Anduin. Essa floresta recebeu o nome Trevamata após ficar sob a influência maligna do Necromante em sua fortaleza de Dol Guldur; antes disso, era conhecida como Floresta Verde, a Grande. Esta Trevamata desempenha um papel significativo em O Hobbit e no filme O Hobbit: A Desolação de Smaug.
O termo Trevamata deriva da floresta Myrkviðr [en] da mitologia nórdica, que estudiosos identificaram como uma região arborizada da Ucrânia durante as guerras entre os godos e os hunos no século IV. O nome Trevamata foi usado pelo romancista Sir Walter Scott em seu romance de 1814, Waverley, e por William Morris em seu romance de fantasia de 1889, The House of the Wolfings [en]. As florestas desempenham um papel central na história inventada da Terra Média de Tolkien e são importantes nas jornadas heroicas de seus personagens. A floresta é usada como um dispositivo narrativo misterioso, servindo como transição de uma parte da história para outra.

## EmWaverleyde Walter Scott
Uma floresta chamada Trevamata foi utilizada por Walter Scott em seu romance de 1814, Waverley, que descreve:
| “ | um caminho rústico e estreito através do desfiladeiro rochoso e arborizado chamado Mirkwood Dingle, que se abria repentinamente para um lago pequeno, profundo e escuro, chamado, pela mesma razão, Mirkwood-Mere. Ali, em tempos antigos, erguia-se uma torre solitária sobre uma rocha quase completamente cercada pela água... | ” |

## Nos romances de fantasia de William Morris
William Morris utilizou Trevamata em seus romances de fantasia. Em The Roots of the Mountains [en] (1889), a história se passa em uma floresta com esse nome, enquanto em The House of the Wolfings, também publicado em 1889, a floresta é explicitamente chamada de Trevamata. O livro começa descrevendo a floresta:
| “ | A história conta que, em tempos antigos, havia uma morada de homens ao lado de uma grande floresta. Diante dela, estendia-se uma planície, não muito extensa, mas que era, por assim dizer, uma ilha no mar de árvores, pois mesmo estando no terreno plano, era possível ver árvores por todos os lados ao longe, embora, quanto a colinas, mal se pudesse dizer que existiam; apenas ondulações da terra aqui e ali, como as elevações da água vistas às vezes em meio às correntezas de um rio rápido, mas profundo. De ambos os lados, à direita e à esquerda, o cinturão de árvores se estendia em direção à distância azul, espesso, compacto e ininterrupto... Assim, aquele povo havia criado uma ilha em meio ao Mirkwood, estabelecendo ali um lar, mantido com muito esforço, longo demais para relatar. E desde o início, essa clareira na floresta foi chamada de Mid-mark... | ” |

## Nos escritos de Tolkien
Trevamata aparece em vários lugares nos escritos de J. R. R. Tolkien, entre várias florestas que desempenham papéis importantes em sua narrativa. Projetado para o inglês antigo, aparece como Myrcwudu em A Estrada Perdida, como um poema cantado por Ælfwine. Ele usou o nome Trevamata em outra obra inacabada, A Queda de Artur. Mas o nome é mais conhecido e proeminente em seu legendarium da Terra Média, onde aparece como duas florestas distintas: uma na Primeira Era em Beleriand, descrita em O Silmarillion, e outra na Terceira Era em Rhovanion, descrita em O Hobbit e O Senhor dos Anéis.
Tolkien afirmou em uma carta de 1966 que não inventou o nome Trevamata, mas que era "um nome muito antigo, carregado de associações lendárias", e resumiu suas origens "germânicas primitivas", sua aparição em "alemão muito antigo" e em inglês antigo, sueco antigo e nórdico antigo, além da sobrevivência de mirk (uma variante de "murk") no inglês moderno. Ele escreveu que "Pareceu-me uma sorte grande demais que Trevamata permanecesse inteligível (com exatamente o tom certo) no inglês moderno para ser ignorado: seja mirk um empréstimo nórdico ou uma revitalização da palavra obsoleta do inglês antigo." Ele estava familiarizado com The House of the Wolfings de Morris, citando o livro como uma influência (por exemplo, nos Pântanos Mortos) em uma carta de 1960.

### A floresta da Primeira Era em Beleriand
Em O Silmarillion, as terras altas arborizadas de Dorthonion, ao norte de Beleriand (no noroeste da Terra Média), eventualmente caíram sob o controle de Morgoth e foram subjugadas por criaturas de Sauron, então Senhor dos Lobisomens. Assim, a floresta foi renomeada Taur-nu-Fuin em sindarin, "Floresta da Escuridão" ou "Floresta do Veneno Noturno"; Tolkien optou por usar a forma em inglês "Trevamata". Beren torna-se o único sobrevivente dos homens que ali viviam como súditos do rei Noldor Finrod de Nargothrond. Beren, por fim, escapa da terrível floresta que até mesmo os orcs temiam atravessar. Beleg persegue os captores de Túrin através dessa floresta em várias versões da história de Túrin. Junto com o resto de Beleriand, essa floresta foi perdida no cataclismo da Guerra da Ira no final da Primeira Era.

### A floresta em Rhovanion

Mapa da Terra Média no final da Terceira Era. Mirkwood fica a leste das Montanhas Nevoentas

Trevamata é uma vasta floresta decídua temperada na região de Rhovanion (Wilderland), a leste do grande rio Anduin. Em O Hobbit, o mago Gandalf a chama de "a maior floresta do mundo do norte." Antes de ser escurecida pelo mal, era chamada de Floresta Verde, a Grande.
Após a publicação dos mapas em O Senhor dos Anéis, Tolkien escreveu uma correção afirmando que "Trevamata está muito pequeno no mapa, deveria ter 300 milhas de largura" de leste a oeste, mas os mapas nunca foram alterados para refletir isso. Nos mapas publicados, Trevamata tinha até 200 mi (322 km) de largura; de norte a sul, media cerca de 420 mi (676 km). A Enciclopédia de J. R. R. Tolkien afirma que ela tem 400-500 mi (640-800 km) de comprimento e 200 mi (322 km) de largura.
As árvores eram grandes e densamente agrupadas. No norte, predominavam carvalhos, embora faias fossem mais comuns nas áreas preferidas pelos Elfos. Em elevações mais altas no sul de Trevamata, a floresta era "coberta por uma floresta de abetos escuros". Partes da floresta eram dominadas por aranhas gigantes perigosas. Os animais dentro da floresta eram descritos como não comestíveis. Os elfos da floresta também são "negros" e hostis, evocando uma comparação com Svartalfheim ("lar dos elfos negros") na Edda em nórdico antigo de Snorri Sturluson, bem diferentes dos elfos amigáveis de Valfenda.
Perto do final da Terceira Era – período em que se passam O Hobbit e O Senhor dos Anéis – a extensa floresta de "Floresta Verde, a Grande" foi renomeada Trevamata, supostamente uma tradução [en] de um nome desconhecido em Westron. A floresta tem um papel menor em O Senhor dos Anéis, mas é importante em O Hobbit tanto para a atmosfera quanto para a trama. Foi renomeada quando "a sombra de Dol Guldur", ou seja, o poder de Sauron, caiu sobre a floresta, e as pessoas começaram a chamá-la de Taur-nu-Fuin (sindarin: "floresta sob a sombra mortal" ou "floresta sob a noite") e Taur-e-Ndaedelos (sindarin: "floresta do grande medo").
Em O Hobbit, Bilbo Bolseiro, acompanhado de Thorin Escudo de Carvalho e sua companhia de anões, tenta atravessar Trevamata durante sua busca para recuperar a montanha Erebor e seu tesouro do dragão Smaug. Um dos anões, o gordo Bombur, cai no Rio Encantado e precisa ser carregado, inconsciente, pelos dias seguintes. Perdendo o caminho dos elfos, o grupo se perde na floresta e é capturado por aranhas gigantes. Eles escapam, apenas para serem presos pelos Elfos da Floresta do rei Thranduil. O Conselho Branco expulsa Sauron de sua torre na floresta em Dol Guldur, e, enquanto ele foge para Mordor, sua influência em Trevamata diminui.
Anos depois, Gollum, após ser libertado de Mordor, é capturado por Aragorn e levado como prisioneiro ao reino de Thranduil. Por piedade, permitem que ele vague pela floresta sob vigilância rigorosa, mas ele escapa durante um ataque de orcs. Após a queda de Sauron, Trevamata é purificada pela rainha élfica Galadriel e renomeada Eryn Lasgalen, sindarin para "Floresta das Folhas Verdes". O filho de Thranduil, Legolas, deixa Trevamata rumo a Ithilien. O mago Radagast vivia em Rhosgobel, nas bordas ocidentais de Trevamata, como retratado no filme O Hobbit: Uma Jornada Inesperada.

#### Dol Guldur
Dol Guldur (sindarin: "Colina da Feitiçaria") foi a fortaleza de Sauron em Trevamata, antes de seu retorno a Barad-dûr em Mordor. É mencionada pela primeira vez (como "as masmorras do Necromante") em O Hobbit. A colina em si, rochosa e estéril, era o ponto mais alto na parte sudoeste da floresta. Antes da ocupação de Sauron, era chamada Amon Lanc ("Colina Nua"). Ficava perto da borda oeste da floresta, do outro lado do Anduin em relação a Lothlórien. Tolkien sugere que Sauron escolheu Dol Guldur como base para sua ascensão durante o período antes da Guerra do Anel em parte para buscar o Um Anel nos Campos de Lis, logo acima do rio.

## Filologia literária

Possível localização de Trevamata nas terras fronteiriças entre os godos e os hunos no século IV, entre os Montes Cárpatos e o rio Dniepre, ambos mencionados em lendas nórdicas. As setas indicam o movimento dos povos após o encontro.

Escritores do século XIX interessados em filologia, como o folclorista Jacob Grimm e o artista e escritor de fantasia William Morris, especularam romanticamente sobre a floresta selvagem e primitiva do norte, o Myrkviðr inn ókunni ("Trevamata sem caminhos") e as rotas secretas que a atravessavam, na esperança de reconstruir supostas culturas antigas. Grimm propôs que o nome Myrkviðr derivava do nórdico antigo mark (fronteira) e mǫrk (floresta), ambos, segundo ele, de uma palavra mais antiga para madeira, talvez na perigosa e disputada fronteira dos reinos dos hunos e dos godos.
O Trevamata de Morris é mencionado em seu romance de fantasia de 1889, A Casa dos Wolfings, e uma floresta escura semelhante é o cenário em As Raízes das Montanhas, novamente marcando uma floresta perigosa e sombria. Tolkien tinha acesso a uma filologia mais moderna que Grimm, com o proto-indo-europeu mer- (cintilar [fracamente]) e *merg- (fronteira, marca), e situa as origens primitivas tanto dos Homens de Rohan quanto dos hobbits em seu Trevamata. A Enciclopédia de Tolkien observa também que o inglês antigo Beowulf menciona que o caminho entre os mundos dos homens e dos monstros, do salão de Hrothgar ao covil de Grendel, passa por ofer myrcan mor (através de um charco sombrio) e wynleasne wudu (uma floresta sem alegria).
Trevamata é mencionado em vários textos nórdicos, incluindo Sögubrot af nokkrum fornkonungum [en], Helgakviða Hundingsbana I e II, Styrbjarnar þáttr Svíakappa [en] e Völundarkviða; essas menções podem se referir a florestas diferentes. Os godos viveram na Ucrânia até o ataque dos hunos na década de 370, quando se mudaram para o sudoeste e, com a permissão do imperador Valente, estabeleceram-se no Império Romano. O estudioso Omeljan Pritsak [en] identifica o Trevamata de Hlöðskviða em Hervarar saga com o que mais tarde seria chamado de "floresta azul-escura" (Goluboj lěsь) e a "floresta negra" (Černyj lěsь) ao norte da estepe ucraniana.
Tom Shippey observou que lendas nórdicas fornecem dois nomes de lugares que situariam o Myrkviðr nas terras fronteiriças entre os godos e os hunos do século IV. O Atlakviða [en] ("O Canto de Atli", na Edda Antiga) e o Hlöðskviða [en] ("A Batalha dos Godos e Hunos", em Saga de Hervör) mencionam que o Trevamata ficava ao lado do Danpar, o rio Dniepre, que atravessa a Ucrânia até o Mar Negro. O Hlöðskviða afirma explicitamente na mesma passagem que o Trevamata estava na Gotlândia. A Hervarar saga também menciona Harvaða fjöllum, "os montes Harvad", que, pela Lei de Grimm, corresponderiam a *Karpat, os Montes Cárpatos, uma identificação aceita por muitos estudiosos há tempos.

## Influência

### Trevamata
O espólio de Tolkien contestou o direito do autor de ficção de fãs [en] Steve Hillard [en] de "usar o nome e a personalidade de J. R. R. Tolkien no romance" Trevamata: Um Romance Sobre J. R. R. Tolkien. A disputa foi resolvida em maio de 2011, exigindo a impressão de uma isenção de responsabilidade.
Um grupo de rock chamado Mirkwood [en] foi formado em 1971; seu primeiro álbum, em 1973, tinha o mesmo nome. Uma banda diferente na Califórnia usou o nome em 2005.
As florestas de Tolkien foram tema de um programa na BBC Radio 3, com Eleanor Rosamund Barraclough [en] e o cantor folclórico Mark Atherton.
Feriados literários na Floresta de Dean foram vendidos com base na ideia de que a área inspirou Tolkien, que frequentemente a visitava, a criar Trevamata e outras florestas em seus livros.

### Dol Guldur
Dol Guldur aparece em várias adaptações de jogos de O Senhor dos Anéis, incluindo a representação da Iron Crown Enterprises [en], que contém cenários e aventuras para o jogo de RPG Middle-earth Role Playing. No jogo de estratégia The Lord of the Rings: The Battle for Middle-earth II, Dol Guldur é apresentado como um edifício icônico. O cenário de campanha "Assalto a Dol Guldur" aparece como a parte final da campanha do bem. Várias representações de Dol Guldur estão incluídas no jogo de estratégia da Games Workshop, Middle-earth Strategy Battle Game [en], aparecendo de forma proeminente em "A Queda do Necromante". Diversos inimigos são listados, incluindo Rainhas Aranhas, Castellanos de Dol Guldur, Sauron, o Necromante, Chefe dos Wargs Selvagens, e seus respectivos exércitos. Morcegos gigantes também estão incluídos no jogo. Em 1996, a banda de black metal Summoning lançou um álbum musical chamado Dol Guldur.
O artista canadense John Howe retratou Dol Guldur em esboços e desenhos para a Electronic Arts. Em Mito e Magia: A Arte de John Howe, Howe inclui Dol Guldur entre as fortalezas da Terra Média. Howe criou vários desenhos para Peter Jackson durante a filmagem da trilogia de O Senhor dos Anéis, trabalhou para a Tolkien Enterprises e desenhou para o jogo de cartas colecionáveis da Iron Crown Enterprises, que menciona Dol Guldur na carta de Gandalf. Trevamata foi adicionado ao MMORPG O Senhor dos Anéis Online: Sombras de Angmar na expansão de 2009, Cerco de Trevamata (Siege of Mirkwood Review). A história retrata um pequeno assalto élfico a Dol Guldur.
Na adaptação para o cinema de O Hobbit de Peter Jackson, entre 2012 e 2014, Dol Guldur é retratado como um castelo em ruínas coberto de vegetação. Segundo os artistas conceituais Alan Lee e John Howe, isso foi usado para dar a impressão de que a fortaleza havia sido construída pelos nùmenorianos durante a Segunda Era, apenas para cair em ruínas quando o poder de Númenor diminuiu. Adrián Maldonado, da AlmostArchaeology, especula que o castelo em ruínas poderia ser interpretado pelos espectadores como os salões de Oropher, erguidos durante a Segunda Era, quando ele governava a Floresta Verde, a Grande, a partir de Amon Lanc.

### J. R. R. Tolkien
1. ↑  (Tolkien 1987), King Sheave, p. 91
2. ↑  (Tolkien 2013), pp. 19 & 22
3. ↑  (Carpenter 2023, #289 para Michael George Tolkien, 29 de julho de 1966)
4. ↑  (Carpenter 2023, #226 para o Professor L. W. Forster, 31 de dezembro de 1960)
5. ↑  (Tolkien 1977), "Quenta Silmarillion: Da Ruína de Beleriand e da Queda de Fingolfin"
6. ↑  (Tolkien 1985), p. 36, "mas conhecem o temor da Sombra Mortal e apenas em grande pressa passam por ali."
7. ↑  (Tolkien 1977), verbete do índice "Beleriand": "Beleriand foi destruída nos tumultos do final da Primeira Era, e invadida pelo mar, de modo que apenas Ossiriand (Lindon) permaneceu." Ver páginas 120–124, 252, 285–286
8. ↑  (Tolkien 1937), cap. 7 "Acomodações Estranhas"
9. ↑  (Tolkien 1977), "Dos Anéis de Poder e da Terceira Era"
10. ↑  (Tolkien 1954a) e (Tolkien 1954), mapas desdobráveis
11. ↑  (Tolkien 1954a), livro 2, cap. 6 "Lothlórien"
12. ↑  (Tolkien 1954), livro 4, cap. 9 "O Covil de Shelob"
13. 1 2  (Tolkien 1937), cap. 8, "Moscas e Aranhas"
14. ↑  (Tolkien 1937), cap. 9 "Barris Fora de Controle"
15. ↑  (Tolkien 1954a), livro 2, cap. 2 "O Conselho de Elrond [en]"
16. ↑  (Tolkien 1955), livro 6, cap. 4, e Apêndice B "Eventos Posteriores"
17. ↑  (Tolkien 1977), Índice, p. 324
18. ↑  (Tolkien 1937), "Uma Festa Inesperada", p. 34
19. ↑  (Tolkien 1980), Índice, p. 418
20. ↑  (Tolkien 1980), "Desastre dos Campos de Lis", p. 280, nota 12
21. ↑  (Tolkien 1954a), "Lothlórien", p. 366
22. ↑  (Tolkien 1977), "Dos Anéis de Poder e da Terceira Era", p. 302

- Carpenter, Humphrey, ed. (2023). The Letters of J. R. R. Tolkien: Revised and Expanded Edition [As Cartas de J. R. R. Tolkien: Edição Revisada e Ampliada]. Nova Iorque: Harper Collins. ISBN 978-0-35-865298-4
- Tolkien, J. R. R. (1937).  Anderson, Douglas A., ed. The Annotated Hobbit [O Hobbit Anotado]. Publicado em 2002. Boston: Houghton Mifflin. ISBN 978-0-618-13470-0
- Tolkien, J. R. R. (1954a). The Lord of the Rings: The Fellowship of the Ring [O Senhor dos Anéis: A Sociedade do Anel]. Boston: Houghton Mifflin. OCLC 9552942
- Tolkien, J. R. R. (1954). The Lord of the Rings: The Two Towers [O Senhor dos Anéis: As Duas Torres]. Boston: Houghton Mifflin. OCLC 1042159111
- Tolkien, J. R. R. (1955). The Lord of the Rings: The Return of the King [O Senhor dos Anéis: O Retorno do Rei]. Boston: Houghton Mifflin. OCLC 519647821
- Tolkien, J. R. R. (1977).  Tolkien, Christopher, ed. The Silmarillion [O Silmarillion]. Boston: Houghton Mifflin. ISBN 978-0-395-25730-2
- Tolkien, J. R. R. (1980).  Tolkien, Christopher, ed. Unfinished Tales [Contos Inacabados]. Boston: Houghton Mifflin. ISBN 978-0-395-29917-3
- Tolkien, J. R. R. (1985).  Tolkien, Christopher, ed. The Lays of Beleriand [Os Lais de Beleriand]. Boston: Houghton Mifflin. ISBN 0-395-39429-5
- Tolkien, J. R. R. (1987).  Tolkien, Christopher, ed. The Lost Road and Other Writings [A Estrada Perdida e Outros Escritos]. Boston: Houghton Mifflin. ISBN 0-395-45519-7
- Tolkien, J. R. R. (2013). The Fall of Arthur [A Queda de Arthur]. [S.l.]: HarperCollins. ISBN 978-0-00-748994-7